# Joe Hunter
Joe Hunter (1927 - 2 de Fevereiro de 2007), foi um músico estadunidense, primeiro "bandleader" da Motown.
Joe Hunter tocava com Smokey Robinson e the Miracles quando Berry Gordy Jr. o contratou para músico de estúdio. Integrado nos "Funk Brothers"" actuou como músico de apoio de vários artistas de peso.
Quando a Motown deixou Detroit, em 1972, Hunter passou a fazer todas as apresentações possíveis, tal como alguns músicos que tocavam com ele. Quando o músico e historiador da Filadélfia Allan Slutsky resolveu procurar os "Funk Brothers" durante a década de 1980, encontrou-o a tocar por alguns trocados. 
Depois que o documentário "Standing in the shadows of Motown" foi lançado em 2002, o disco dos "Funk Brothers" ganhou dois prêmios Grammy em 2003. Em 2004 receberam um prémio pelo conjunto da sua obra e saíram em tournée.
Hunter padecia de diabetes. Faleceu aos 79 anos de idade.